# Mount Macedon (ort)
Mount Macedon är en ort i Australien. Den ligger i kommunen Macedon Ranges och delstaten Victoria, omkring 57 kilometer nordväst om delstatshuvudstaden Melbourne. Antalet invånare är 1 694.
Närmaste större samhälle är Gisborne, nära Mount Macedon. 
I omgivningarna runt Mount Macedon växer i huvudsak städsegrön lövskog. Runt Mount Macedon är det glesbefolkat, med 18 invånare per kvadratkilometer. Genomsnittlig årsnederbörd är 924 millimeter. Den regnigaste månaden är juli, med i genomsnitt 105 mm nederbörd, och den torraste är januari, med 31 mm nederbörd.